# Frida Aasen
Frida Aasen (* 5. Dezember 1994 in Kristiansand) ist ein norwegisches Model.
Frida Aasen wurde im Alter von 14 Jahren in einem Einkaufscenter entdeckt und kam mit 16 Jahren bei der Agentur Women Management unter Vertrag.
Als Laufstegmodel war sie dann in Schauen von Prada, Louis Vuitton, Anna Sui oder Donna Karan zu sehen. 2017 und 2018 wirkte sie an den Victoria’s Secret Fashion Shows mit. Als Covermodel war sie auf internationalen Ausgaben der Elle zu sehen.
Am 14. Juli 2022 heiratete sie in Portofino den italienischen Geschäftsmann Tommaso Chiabra.